# Sowjetisches Ehrenmal (Stralsund)
Das Sowjetische Ehrenmal ist eine Kriegsgräberstätte am Neuen Markt im Stralsunder Stadtgebiet Altstadt. Es birgt Grabstellen für Soldaten und Angehörige der Roten Armee und ein Denkmal mit einem Relief, auf dem sich ein Rotarmist und ein Zivilist die Hände reichen.

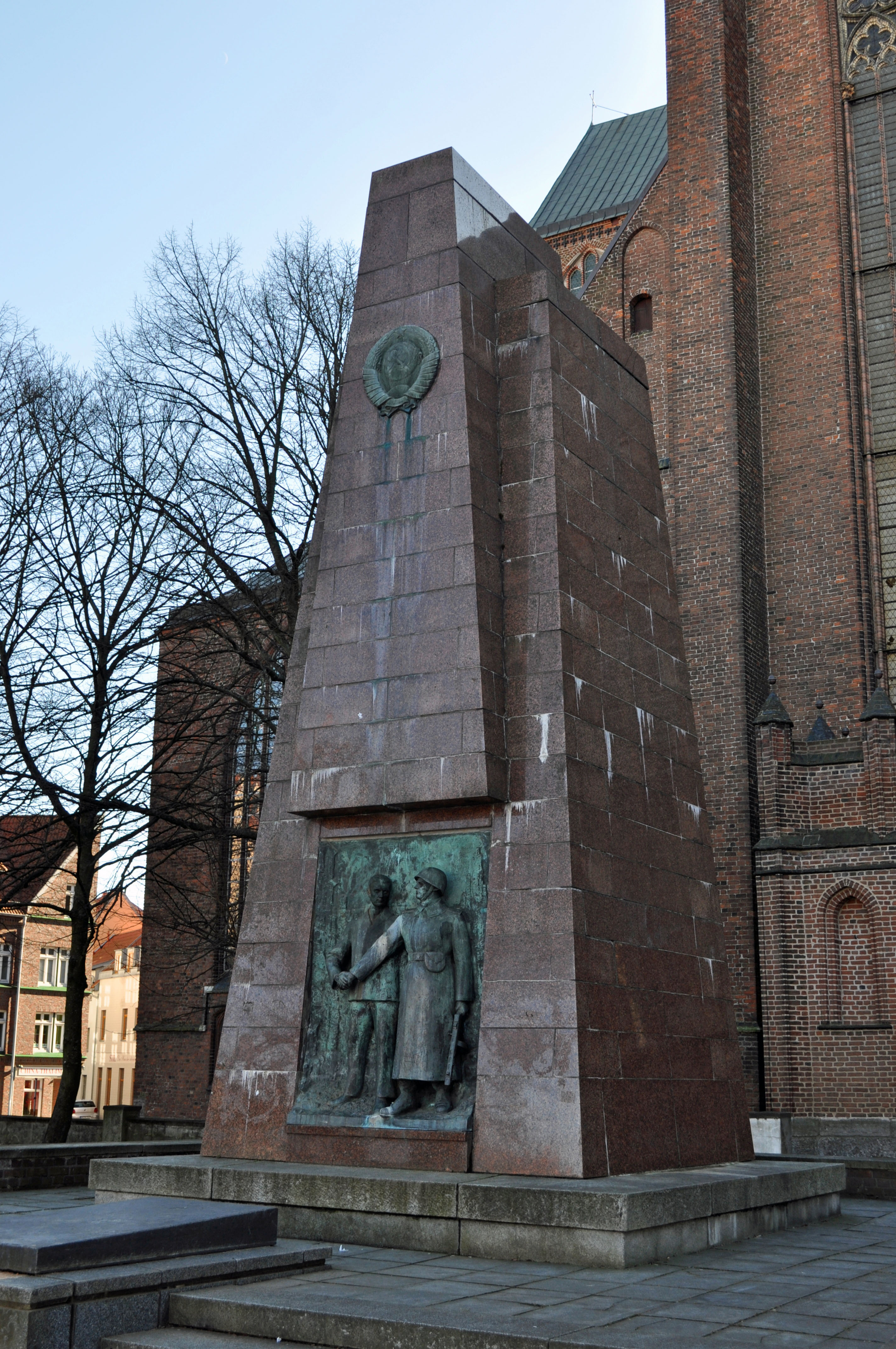
Das Sowjetische Ehrenmal in Stralsund (2012)

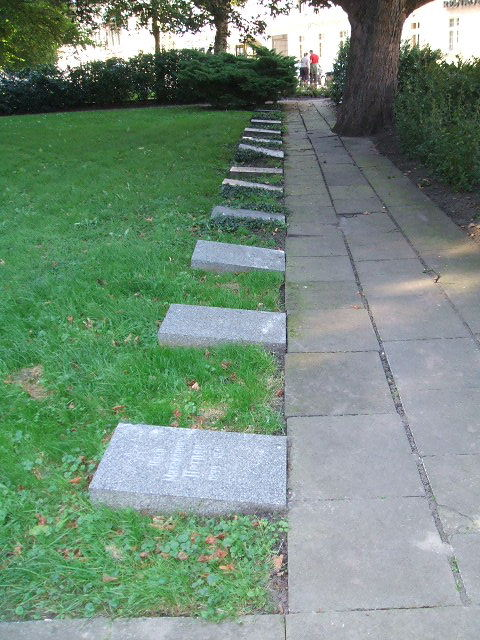
Gräberreihen auf dem Friedhof (2006)

## Geschichte
Auf dem Gelände vor dem nördlichen Querschiff der St.-Marien-Kirche standen bis ins 19. Jahrhundert noch einige kleinere Häuser. Mitte des 19. Jahrhunderts beschlossen die Stadtvertreter eine Umgestaltung des Geländes in eine Grünanlage. In den Jahren 1868 bis 1871 wurden die Gebäude daher abgerissen.
Nach dem Zweiten Weltkrieg gehörte Stralsund zunächst zur Sowjetischen Besatzungszone. Die Sowjetarmee war am 1. Mai 1945 nahezu kampflos in die Stadt eingezogen. Am 5. Juli 1945 verkündete der Stralsunder Bürgermeister: „Der Militärkommandant von Stralsund hat die Anlage eines Heldenfriedhofes angeordnet. Als Platz dafür hat er den nördlich vor der Kirche gelegenen baumbestandenen Teil des Neuen Marktes bestimmt.“ Auf einer Ratssitzung am 6. Mai 1947 wurden die Kosten mit „4000 Reichsmark nur für die Durchführung der erforderlichen Arbeiten, ohne Materialkosten“ beziffert, ein Voranschlag vom 31. August 1945 kam auf Gesamtaufwendungen in Höhe von 55.410 Reichsmark.
Auf dem Friedhof wurden die im Stadtkreis Stralsund gefallenen oder gestorbenen Angehörigen der Sowjetarmee beerdigt, auch Umbettungen von außerhalb des Friedhofes gelegenen Gräbern wurden vorgenommen, gab der Rat der Stadt Stralsund, ‚Abt. Grünanlagen, Friedhof und Bestattungen‘ in einem Schreiben vom 15. März 1957 an die ‚Abt. Kommunale Wirtschaft‘ bekannt. Insgesamt wurden hier 76 Personen beigesetzt.
Die Gräberreihen wurden direkt vor der Marienkirche angelegt. Zunächst stand auch ein Portal mit vier Säulen vor dem Denkmal. Es trug über dem Eingang den russischen Schriftzug
СЛАВА ГЕРОЯМ
ПАВШИМ ЗА СОВЕТСКУЮ РОДИНУ
(deutsch: Ruhm den Helden, die für die sowjetische Heimat gefallen sind).
Das Portal wurde bei einer Umgestaltung des Ehrenmal im Jahr 1967 nach Plänen von Hartmut Olejnik entfernt. Gleichzeitig wurde ein Obelisk aus rotem Granit in der Mitte der Anlage errichtet, mit einem bronzenen Relief darauf zum Neuen Markt hin. Es zeigt den Händedruck eines Rotarmisten mit einem Zivilisten. Entworfen wurde das Relief von Johannes Friedrich Rogge aus Dresden. An der Spitze des Denkmals ist ein Staatswappen der Sowjetunion angebracht. Im Jahr 1977 wurden die witterungsgeschädigten Sandsteinplatten durch Granitplatten ersetzt.
Vor dem Denkmal liegt eine größere Granitplatte. Die Inschrift ist nicht mehr lesbar.
Das Denkmal mit seinen Gräbern liegt im Kerngebiet des von der UNESCO als Weltkulturerbe anerkannten Stadtgebietes des Kulturgutes „Historische Altstädte Stralsund und Wismar“. In die Liste der Baudenkmale in Stralsund ist es mit der Nummer 607 eingetragen.
Seit vielen Jahren wird eine Diskussion über eine Verlegung oder Umgestaltung der Anlage geführt.